# Copa Ciudad de La Serena 2008

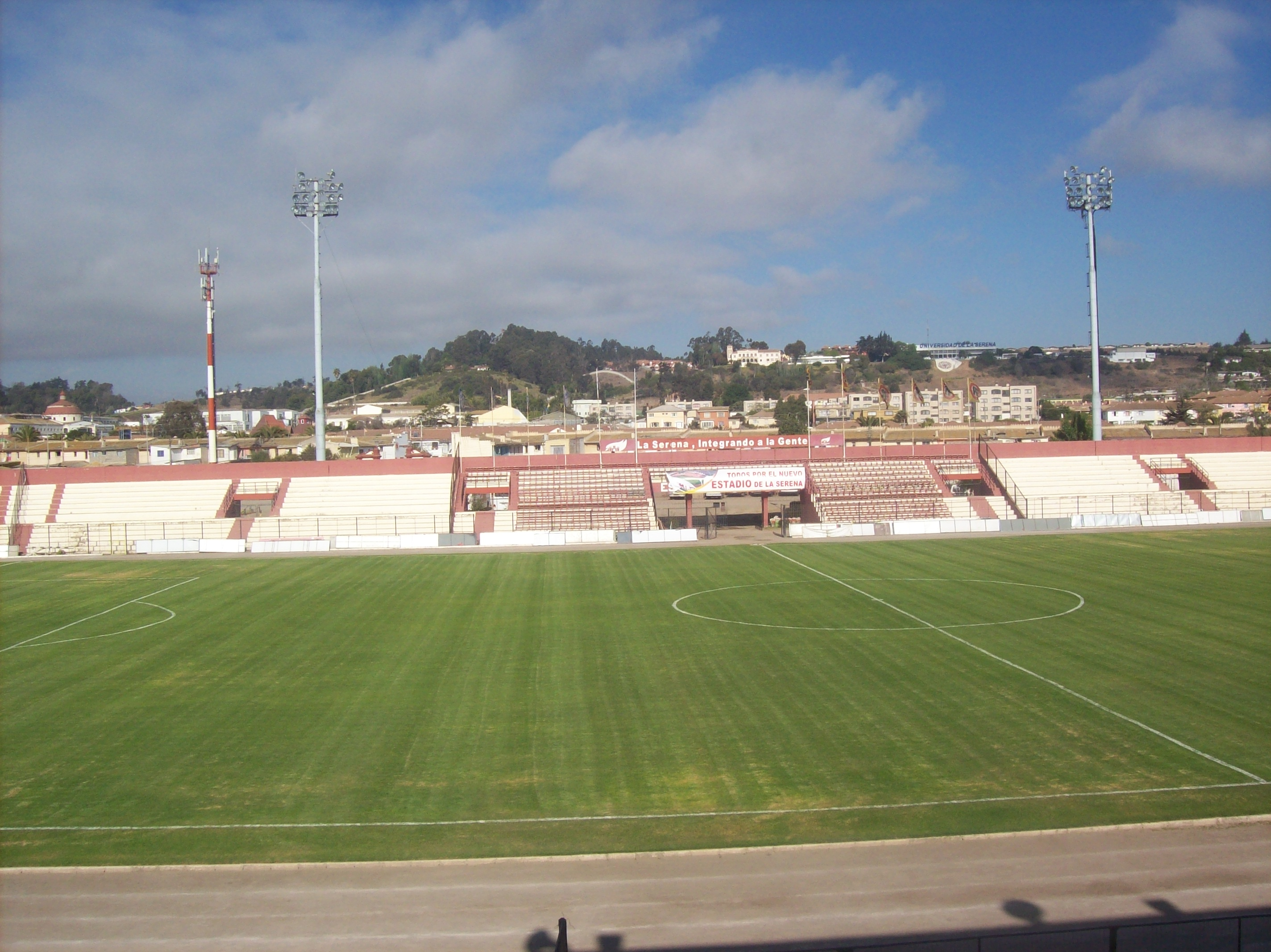
El Estadio La Portada fue el escenario de la Copa Ciudad de La Serena 2008.

La Copa Ciudad de La Serena 2008 fue la cuarta edición de la Copa Ciudad de La Serena. Se disputó en enero de 2008 en dos ediciones: la primera fue un cuadrangular y la segunda fue a partido único. Los partidos fueron albergados por el Estadio La Portada de La Serena. 

## Primera edición
En la primera edición participaron Deportes La Serena, Universidad de Chile, Cobreloa y San Martín de San Juan, equipo argentino invitado.

### Semifinales
Disputadas el 17 de enero de 2008, Universidad de Chile se impuso por 2-0 a Cobreloa en el encuentro preliminar, mientras que en el duelo de fondo, Deportes La Serena venció por 2-1 a San Martín de San Juan.
| Copa Ciudad de La Serena 2008 Semifinal; 17 de enero de 2008, 20:00 | Cobreloa | 0:2 (0:1) | Universidad de Chile | Estadio La Portada, La Serena (Chile) |  |
|                                                                     |          | Reporte   | Villalobos 20' 79'   |                                       |  |

| Copa Ciudad de La Serena 2008 Semifinal; 17 de enero de 2008, 22.00 | Deportes La Serena | 2:1' | San Martín de San Juan | Estadio La Portada, La Serena (Chile) |  |

### Tercer lugar
Los loínos disputaron el tercer lugar contra los transandinos, ganando los primeros por un marcador de 4-3.
| Copa Ciudad de La Serena 2008 Tercer lugar; 21 de enero de 2008 | Cobreloa | 4:3' | San Martín de San Juan | Estadio La Portada, La Serena (Chile) |  |

### Final
La Serena y Universidad de Chile jugaron la final, la cual terminó empatada 1-1. El cuadro universitario se adjudicó el título tras vencer 3-2 mediante lanzamientos penales.
| 19 de enero de 2008, 22:00 | Deportes La Serena | 1:1 (1:1) | Universidad de Chile  | Estadio La Portada, La Serena                                      |                                                                    |
|                            | Gianfelice 25'     |           | Manuel Villalobos 16' | Asistencia: Sin datos sobre espectadores Árbitro(s): Eduardo Ponce | Asistencia: Sin datos sobre espectadores Árbitro(s): Eduardo Ponce |

Universidad de Chile se impuso 3-2 mediante lanzamientos penales.
| Chile                        |
| Campeón Universidad de Chile |

## Segunda edición
La segunda versión, correspondiente a la quinta "Copa Ciudad La Serena" tuvo lugar dos días después de la final de la primera. En esta ocasión se enfrentaron Universidad de Chile y Estudiantes de La Plata, ganando los pincharratas 2-1.
| 21 de enero de 2008, 22:00 | Universidad de Chile  | 1:2 (1:2) | Estudiantes de La Plata         | Estadio La Portada, La Serena                                       |                                                                     |
|                            | Manuel Villalobos 20' |           | Benítez 16' (pen-) · Piatti 31' | Asistencia: Sin datos sobre espectadores Árbitro(s): Carlos Chandía | Asistencia: Sin datos sobre espectadores Árbitro(s): Carlos Chandía |

| Argentina                       |
| Campeón Estudiantes de La Plata |